# Distretto di Nanhua
Il distretto di Nanhua (南化區S, Nánhuà QūP) è un distretto della municipalità di Tainan, situata a Taiwan.